# Psittaculirostris
Genre
Psittaculirostris est un genre de perroquets qui comprend trois espèces vivant en Nouvelle-Guinée.

## Liste des espèces
D'après la classification de référence (version 2.2, 2009) du Congrès ornithologique international (ordre phylogénique) :
- Psittaculirostris desmarestii (Desmarest, 1826) – Psittacule de Desmarest
- Psittaculirostris edwardsii (Oustalet, 1885) – Psittacule d'Edwards
- Psittaculirostris salvadorii (Oustalet, 1880)– Psittacule de Salvadori

## Systématique
Le nom valide complet (avec auteur) de ce taxon est Psittaculirostris J.E. Gray & G.R Gray, 1859.